# Werner Karotka

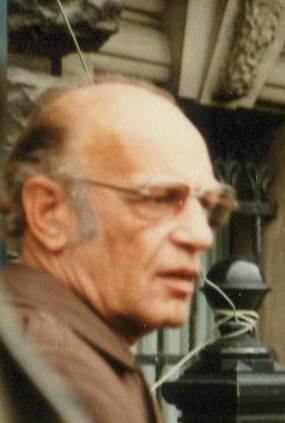
Werner Karotka, vor 1984

Werner Karotka  (* 31. Oktober 1927 in Hamburg) ist ein deutscher Politiker (SPD) und ehemaliger Abgeordneter der Hamburger Bürgerschaft. 

## Leben
Werner Karotka machte die Mittlere Reife und hatte geplant, Finanzbeamter zu werden. Er begann eine Ausbildung für den gehobenen Dienst bei der Reichsfinanzverwaltung. Diese konnte er nicht beenden, da er zum Reichsarbeitsdienst eingezogen wurde und anschließend zum Militär. Er geriet in sowjetische Kriegsgefangenschaft und musste nach seiner Rückkehr nach Hamburg seinen Berufsweg neu planen.
Von 1946 bis 1949 absolvierte er eine Lehre als Büromechaniker und arbeitete anschließend als Geselle. 1953 wechselte er in die Abteilung Stadtreinigung der Hamburger Baubehörde, zunächst als Lohnempfänger. 1958 konnte er in die Verwaltung aufsteigen. 1962 schloss er einen Lehrgang für den allgemeinen Verwaltungsdienst ab und wurde in das Beamtenverhältnis übernommen. 1972 schließlich prüfungsloser Laufbahnwechsel  in den gehobenen Verwaltungsdienst. Zuletzt arbeitete er als Regierungsamtmann im Amt für Bezirksangelegenheiten.
Werner Karotka ist geschieden und hat ein Kind.

## Politik
Werner Karotkas politische Heimat liegt im traditionell eher linksgerichteten SPD-Kreis Hamburg-Eimsbüttel. Unter anderem wurde er als Kreis- und Landesdelegierter gewählt und als Mitglied in den SPD-Kreisvorstand. Neben Funktionen in der Partei engagierte er sich auch in der Gewerkschaft Öffentliche Dienste, Transport und Verkehr und in der Arbeiterwohlfahrt.
Von 1978 bis 1986 war er Abgeordneter in der Hamburgischen Bürgerschaft. Er arbeitete vor allem im parteiübergreifenden Ausschuss für die Rechte von Ausländern und im Sportausschuss mit.